# Inari
Inari (japansk 稲荷, også kendt som Oinari eller Inari Okami) er japansk kami, gudinde for ris, ræve, sake og te, velsignelse, frugtbarhed, landbrug samt smedearbejde og handel i shintoismen og japansk folkeminde. Inari er en af de mest populære og vigtigste kami i Japan og cirka en tredjedel af alle japanske shinto Torii-altre er dedikeret til Inari.
Inari er blevet tilbedt officielt siden oprettelsen af et tempel på Inari-bjerget i år 711. Dyrkelsen af Inari spredte sig til hele Japan i Edo-perioden, og i det 16. århundrede blev Inari også beskytter af smede og beskytter af krigere og soldater. Inari er populær i shintoismen og japansk buddhisme den dag i dag. Endda store, moderne firmaer tilbeder Inari, såsom kosmetik-firmæt Shiseido, der tilbeder Inari som sin velsignelseskami med altre på taget af firmaets hovedsæde.
Inaris navn kommer af japansk "ine-nari", som betyder "ris-dyrkelse", ordret "ris vækst".
Inaris tjenere og budbringere er hvide ræve, tilbedt som en version af kitsuneræve. Rævestatuer opstilles derfor i Inari templer og ved altre, gerne parvis for at represæntere kvindelig og mandlig aspekt af Inari. Engang holdt man og tilbad levende ræve i Inari templerne, men dette skik er gået ud af brug. Toyokawa Inari templet har et skilt, der viser at man havde ræve boende i 1920. 

## Afbildninger og skikkelser
Inari er mest populært afbildet som en ung gudinde med landbrugsafgrøder, men kan også afbildes som en ræv, eller en gammel vismand, der bærer på en sæk ris, eller en androgyn bodhisattva.
Inari kan også vise sig i form af tre eller fem kami-ånder ad gangen. Da Shinto ikke er en striks religion med stive regler, er ingen af disse Inari afbildninger eller kønsopfattelser mere korrekt end andre, og afhænger kun af Inari-tilbederens personlige præferancer eller regionale traditioner.
Inari som ung gudinde identificeres ofte med den buddhistiske Dakiniten, en gudinde som er japansk fortolkning af indiske dakini, eller med Benzaiten, en af de Syv Guder for Lykke. Dakiniten vises som kvindelig eller androgyn bodhisattva, der rider på en flyvende, hvid ræv.
Da Inaris dyr og hamskifte-skikkelse er ræven, knyttet til kitsune-tilbedelsen, kan Inari selv ofte tilbedes som ræv, selvom buddhistiske præster i Japan modsætter sig dette og foretrækker en antropomorfisk Inari-skikkelse. Nogle gange afbildes Inari også som en slange, en væsel eller en drage. Slanger, væsler og katte var ofte værdsat og tilbedt i landbrugskulturer som nyttedyr, der spiste skadedyr som mus, der kunne true den livsnødvendige kornbeholdning. Jævnfør her gamle Egypten, hvor hele landet var afhængigt af korn og brugte korn som betalingsmiddel, hvorved kattens nytteværdi for kornmagasinerne ophøjede dens status til gudinde. Hermed kan tænkes, at Inari som korngudinde gik samme vej, fra at være et lille nyttedyr til en stor gudinde tilbedt af hele landet. Dette kunne bekræftes af, at nogle forskere mener, at Inari benyttes som beskrivelse af enhver slags kornguddom, ikke kun ris. 
En enkel japansk folkefortælling beskriver Inari som en gammel mand i form af en kæmpestor, sort edderkop.

## Højtider
Inaris traditionelle helligdag er den første Heste-dag i anden måned (nigatsu no hatsuuma) i den asiatiske månekalender, det vil svare til den sjette dag i februar måned i vestlige kalendere.
Nogle steder i Kyūshū provinsen begynder en Inari festival med bededage fem dage før fuldmånen i november. Nogle gange varer bededagene en hel uge. Man beder til Inari og bringer ofringer af riskager og risprodukter til et Inari alter eller tempel, hvor man får udleveret beskyttelsesamuletterne o-mamori.

## Templer
- Inari helligdome og altre
- Kakigara-Inari alter med kitsune-statuer i Hase-dera (Kamakura)
- Kitsune statuer ved Toyokawa Inari templet

- Stort Inari tempel
- Storhallen i Toyokawa Inari templet